# Dark Colony
Dark Colony es un videojuego de estrategia para ordenador, que fue lanzado en el año 1997. Este juego trataba sobre una guerra futurista entre humanos y extraterrestres dentro del planeta Marte.
El juego en sí no atrajo mucho la atención del público, por la poca publicidad que recibió, la poca duración de su página web oficial (la cual hoy en día ya no existe) y sus sencillos gráficos.
Pero este juego fue mejor recibido en Brasil, donde apareció incluido de regalo junto a una edición de la revista de videojuegos CD Expert. Desde entonces el juego comenzó a ganar público, apareciendo también en la revista portuguesa PC Format, en un completo análisis. Como este juego fue ganando público en los países de habla portuguesa principalmente, se comenzaron a organizar partidas en línea, a fundar clanes y a aparecer páginas web sobre el mismo.

## Argumento
En el año 2137, la raza humana había comenzado a explorar el planeta Marte, con el objetivo de encontrar nuevas riquezas, ya que en el planeta Tierra hacían falta.
Los estudios sobre ese planeta revelaron la existencia de una fuente de energía muy poderosa, denominada "Petra-7". Era un líquido muy preciado, pues en pocas cantidades podía abastecer ciudades enteras durante muchas semanas, acelerar el crecimiento de plantaciones, alimentar continentes enteros y ayudar a sanar a los enfermos.
Gracias a este descubrimiento, los humanos van hacia el planeta Marte a colonizar y extraer todo aquel mineral tan preciado.
Al llegar allí, los humanos instalaron gigantes fábricas, las cuales con sus gases tóxicos contaminaban la atmósfera, y las explotaciones mineras empobrecían el paisaje.
Los humanos tenían su proyecto en pleno desarrollo, pero mientras trabajaban, fueron sorprendidos por ejércitos extraterrestres, denominados "Taar", los cuales atacaron sin piedad a los invasores.
Aquí comienza la guerra, de la parte de los humanos, por conquistar Marte y adueñarse del preciado mineral Petra-7, y de parte de los aliens, por proteger su territorio y sus riquezas.

## Jugabilidad
El principal objetivo de una partida de este juego es acabar con el enemigo, que generalmente es de la especie contraria. Al partir se escoge entre humanos y aliens, cada uno con sus propias unidades que en la especie contraria tienen un paralelo con características idénticas o iguales. Ambas especies son casi iguales, salvo unas pequeñas ventajas que tienen ciertas unidades de los humanos sobre los aliens, lo cual no se nota a la hora de hacer enfrentamientos de grupos grandes. La diferencia más notoria es que los humanos ven mejor durante el día y los aliens durante la noche.
El objetivo de las misiones puede variar entre destruir una o más bases enemigas, eliminar una unidad especial enemiga o escapar de una prisión, entre otros. Los enfrentamientos siempre están presentes, incluso en las misiones de entrenamiento.
Para poder abastecer y crear un ejército es necesario encontrar minas de Petra-7, las cuales se debe explotar para poder pagar el coste de construcción. Generalmente hay una mina de Petra-7 junto a la base, pero con recursos limitados. El mapa en un principio está oscuro y para poder visualizarlo completamente hace falta explorarlo (como en Age of Empires).
Al contrario de otros juegos de estrategia en tiempo real, en éste no se puede construir edificios para ir expandiendo una ciudad, sino que la base del ejército está en un punto fijo y se le puede ir añadiendo nuevas secciones (cada una con un coste de Petra-7) para así poder construir unidades más poderosas o mejorar el armamento y la armadura.

## Modos de juego

### Nueva campaña
Al comenzar, se escoge entre humanos o aliens para desarrollar sus misiones, las cuales son completamente diferentes para la raza escogida, y obviamente, cada raza tiene distintos objetivos que alcanzar para lograr sus fines.
A medida que las misiones avanzan, se va desentrañando la historia del juego, la cual tiene muchos giros y situaciones inesperadas. La dificultad va aumentando ligeramente por cada nivel superado.

### Tutorial
Para los que juegan por primera vez, es recomendable que pasen por este modo de juego, que son misiones para aprender a jugar. Son prácticamente iguales para ambas razas.

### Guerra Un Jugador
Combate en el que se escogen las opciones de partida, como la cantidad de enemigos, las alianza, especies, etc.

### Guerra Multijugador
Para jugar combates en línea, contra otras personas, mediante Internet. Aún existen clanes para este juego, principalmente en Brasil.

## Unidades
| Humano             | Alien       | Descripción | Comparación | Precio   |
| Comandante         | Comandante  | Unidad líder del equipo, aparece en casi todas las misiones del juego. Tiene la forma de un soldado cualquiera, pero un símbolo azul sobre su cabeza lo diferencia del resto. Su arma es mucho más poderosa y resiste mucho más, además de tener una velocidad muy alta. Posee un ataque especial, que varía de acuerdo a su especie y su rango. En las misiones no puede morir, porque cuando se encuentra malherido es rescatado por una nave médica para curarlo y luego de un rato, enviarlo nuevamente a combate. | Los comandantes tienen distintos ataques especiales, de acuerdo a su especie: los humanos pueden llamar refuerzos cada cierto tiempo, los cuales llegan en una nave y son completamente gratuitos; los aliens pueden llamar varias naves a la vez para raptar varias tropas enemigas y así dejarlas fuera de combate. | Ninguno. |
| Explorador         | Brozaar     | Unidad ocupada para extraer Petra-7 de los pozos mineros. Es de las unidades más rápidas, pero es en extremo poco resistente a los ataques cuando no está trabajando; en cambio, cuando está extrayendo Petra-7, resiste mucho más. No puede defenderse, por lo que siempre es recomendable tener unidades protegiéndole, más cuando está trabajando en pozos mineros lejanos a la base. | Ninguna. | 1.500    |
| Soldado            | Gray        | Unidad básica de un ejército. Es la unidad más débil, tanto en poder destructivo como en resistencia, por lo que generalmente atacan en grupos grandes. | Ninguna. | 350      |
| Centinela          | Slom        | Mina terrestre, que puede moverse y enterrarse. Una vez que se entierra, no puede desenterrarse y queda invisible para casi todas las unidades (excepto para el S.A.R.G.E. humano y el Gorrem alien). Si una unidad enemiga la llega a pisar, sufrirá mucho daño o morirá. Puede soportar hasta tres explosiones antes de morir. | Ninguna | 450      |
| Destrozador        | Demonio Hoz | Unidad de guerra que ataca a corta distancia. Tiene buen poder destructivo y buena resistencia, pero no puede atacar hacia el cielo, por lo que es indefenso a ataques aéreos. | El Destrozador de los humanos tiene un paso más de alcance en su ataque que el Demonio Hoz de los aliens, lo que le permite ganar tiempo y tener una pequeña ventaja por sobre su paralelo. | 600      |
| Osprey IV          | Ortu        | Unidad aérea principalmente de exploración, pero capaz de atacar a corta distancia con unas bombas no muy poderosas. Si se les usa en combate, su mejor función es distraer o atacar unidades terrestres sin ataque aéreo que andén solas (destrozadores, demonios hoz, bombarderos, atriles, exploradores y brozaars; tempestades de fuego, xenoworts, centinelas y sloms sin posicionar) o bases que no estén siendo protegidas.                                                                                     | Ninguna. | 600      |
| Tempestad de fuego | Xenowort    | Unidad de defensa. Se pueden mover libremente (aunque bastante lento) hasta ser posicionados, donde no podrán ser movidos más. Si no se posicionan, no pueden atacar. Una vez posicionados, su defensa aumenta bastante. Son frecuentemente usados para defender la base o a los exploradores/brozaars que estén extrayendo Petra-7. | Ninguna. | 900      |
| Bombardero         | Atril       | Unidad lanzabombas a larga distancia, capaces de dañar a más de una unidad por ataque. Muy lentos para moverse y no tienen defensa ante los ataques aéreos, por lo que es recomendable ir acompañados de unidades que sí la tengan. | Ninguna. | 1.000    |
| Medi-Craft         | Zisp        | Unidad médica. Se mueven por el aire y curan a toda unidad herida de su equipo que se encuentre cerca. Tienen poca resistencia y no pueden defenderse. | Ninguna. | 900      |
| S.A.R.G.E.         | Gorrem      | Una de las unidades de guerra más poderosas. Ataca a larga distancia y corre a una alta velocidad. Puede detectar minas enterradas y destruirlas sin pasar por encima. Además, si se encuentra cerca de una excavación minera enemiga, puede robar parte de la Petra-7 extraída. | Al adquirir, en ambos, mejoras en ataque, podrán adquirir una habilidad especial por el costo de 2000 Petra-7. El S.A.R.G.E. recibe Ataque Especial de Napalm el cual deberá recargarse cada vez después de ser usado, el Napalm llenará una gran cantidad de terreno de fuego, fuerte contra los Aliens. Y para el Gorrem, recibe Ataque Especial Enfermedad Masiva, la cual llenará un amplio terreno de una batería letal, muy fuerte contra los Humanos, también es necesario recargarse cada vez después de usarse. | 1.500    |
| Ángel Uno          | Disco       | Unidad aérea de transporte. Se encarga de construir la base, enviar refuerzos, rescatar comandantes en peligro y en algunos casos, de raptar unidades enemigas. En el juego no puede ser manejado directamente ni puede ser eliminado. | Ninguna. | Ninguno. |

## Detalles

### Gráficos
El juego no destaca principalmente por sus gráficos, pero están bien logrados, con buenas animaciones y diseños de los personajes.

### Video
Un aspecto muy atractivo de este videojuego, es la cantidad de videos que traía. Al principio, nos sorprende con un video donde podemos ver una sangrienta batalla entre aliens y humanos. Luego, por cada escena que juguemos de las misiones del juego, podremos ver un video, tanto para las derrotas, como para las victorias, y muy pocos se verán repetidos.

### Sonido
El juego tiene un sonido bien trabajado, tanto en las voces de las unidades, en los sonidos de las máquinas, y en las explosiones y disparos.